# Brytning (språk)
Ej att förväxla med vokalbrytning.
Brytning är när en person talar ett andraspråk med avvikande språkljud, språkrytm och intonation. Det är ofta möjligt att identifiera personers modersmål genom deras brytning. Även talare med lång erfarenhet och gott ordförråd kan bryta så att de har svårt att göra sig förstådda på sitt andraspråk.
Om någon bryter säger man att personen "talar svenska med [sitt modersmåls] brytning", eller att han eller hon "bryter på [sitt modersmål]". I engelskan talar man dels om speaking with a foreign accent, som snarast har att göra med uttalet, samt om speaking broken English, vilket innebär svårigheter att uttrycka sig på grund av bristande ordförråd och att ens tal blir svårbegripligt på grund av språkliga felaktigheter och liknande.

## Orsaker
En väsentlig källa till brytning är skillnader mellan talarens utgångsspråk och målspråk, skillnaderna kan ligga i vilka fonem språken har och hur de realiseras, vilka fonotaktiska regler som finns och de prosodiska kategorierna och deras realiseringar. Kontraster som målspråkets modersmålstalare tar för givna, till exempel att /r/ och /l/ i svenskan utgör olika fonem, kan vara svåra att lära sig för andraspråksinlärare. Om man lär sig ett främmande språk efter puberteten är det ovanligt att uttalet blir utan brytning, även om man behärskar andra delar av språket, som till exempel grammatik och ordförråd.

## Uttalsavvikelser i bruten svenska
Det finns en rad uttalsavvikelser som är vanliga i bruten svenska och uppträder i flera olika språk. Här följer några av det viktigaste. Personer som talar bruten svenska har ofta brister i betoningen; vanliga fel är att stavelserna blir för jämna eller att betoningen placeras fel i ordet. De fyra viktigaste feltyperna när det gäller uttalet av konsonanter är att ett e-ljud skjuts in före /s/ följt av annan konsonant (eskola), att vokaler skjuts in mellan konsonanter (felicka), att konsonanter i konsonantkluster faller bort samt att nasaler följda av klusiler mitt i ord flyter ihop (assimilation). Tonlösa obstruenter blir ofta tonande när de följs av en tonande obstruent (stämstonsassimilation). Finala konsonanter har en tendens att bli tonlösa. Ett vanligt fenomen hos personer med asiatiska och afrikanska modersmål är att talaren inte gör skillnad på l och r. Tje- och ng-ljuden kan vara svåra att uttala personer med annat modersmål än svenska. Svårigheter att uttala lång och kort vokal är vanliga. Ofta uttalas en betonad vokal som ett mellanting mellan lång och kort. Vokalers kvalitet ändras ofta mot vokalmummel. Främre rundade vokaler kan ofta skapa problem för den som vill lära sig svenska. Klangfärgen hos långa /e/ och /o/ kan vålla problem för många inlärare. Ett annat återkommande problem är att vokaler innan nasala konsonanter nasaleras.